# Webmaschine
Eine Webmaschine ist eine Maschine, auf der mehrere Fadensysteme rechtwinklig miteinander verkreuzt werden und dabei über- und untereinander verlaufen, sodass ein Gewebe entsteht. Die Fadensysteme werden als Kette und Schuss bezeichnet.
Für die Webmaschine wird oft die Bezeichnung Webstuhl, sowohl in der Umgangssprache als auch in der Fachliteratur, verwendet.
Textile Gewebe in Breiten von 90 bis ca. 500 cm werden am Anfang des 21. Jahrhunderts weltweit auf fast 10 Millionen Webstühlen hergestellt. Dazu gehören mehr als 5 Millionen mechanische Webmaschinen (4 Millionen Schützen- und etwa 1,2 Millionen schützenlose Maschinen) und ca. 4,6 Millionen Handwebstühle. Außerdem gibt es einige tausende Band-, Schlauch- und Metalldrahtwebmaschinen im Betrieb.

## Geschichte der Webmaschinen
Die ersten Webmaschinen waren die so genannten Bandmühlen, mit deren Hilfe im 16. Jahrhundert Bänder hergestellt wurden. Der älteste Entwurf eines mechanischen Webstuhls stammt von 1678, kam aber nie zur Ausführung.
Im Jahr 1728 verwendete ein Seidenweber aus Lyon gelochte Holzbrettchen zur Steuerung seiner Webstühle. Jacques de Vaucanson aus Grenoble entwickelte diesen einfachen Webstuhl zu einem mechanisch durch eine hölzerne Lochkarte gesteuerten Modell weiter (1745). Mit diesem Automaten war es erstmals möglich, gemusterte Stoffe herzustellen. Jedoch kam das Gerät nie über den Status eines Prototyps hinaus und wurde nie industriell eingesetzt. Fast zeitgleich, nämlich 1733 erfand John Kay den Schnellschützen, der die Webgeschwindigkeit verdoppelte.
Wurden diese Webstühle noch immer von Hand betrieben, so fand Vaucanson eine Möglichkeit, dass man sie mit einem Göpel durch ein Pferd oder einen Esel betreiben konnte. Das Muster wurde durch eine Nockenwalze erzeugt.
Der Pfarrer Edmund Cartwright patentierte einen vollmechanisierten Webstuhl, bei dem die drei verschiedenen Grundbewegungen des Webens, nämlich das Heben oder Senken der Schäfte, das Eintragen des Schusses mit dem Werfen des Schiffchens durch das Fach und das Anschlagen der Lade, einem gemeinsamen Antrieb übertragen wurde. Dieser Webstuhl wurde als Power Loom bezeichnet. Am 4. April 1785 bekam Edmund Cartwright dafür das britische Patent Nr. 1470 „Machine for weaving [by power]“. In den folgenden drei Jahren kamen weitere Patente (1786 Nr. 1565, 1787 Nr. 1616 und 1788 Nr. 1675) hinzu, die zu Verbesserungen dieses im Grundpatent angemeldeten Webstuhls dienten (z. B. Einrichtung zum mechanischen Abstellen der Maschine bei Kett- oder Schussfadenbrüchen, Regulieren des Kett- und des Warenbaumes sowie eines mechanischen Schützenwechsels). Nachdem er in seiner 1786 gegründeten Fabrik die Webstühle noch durch ein Göpel angetrieben wurden, installierte er schon 1788 eine Dampfmaschine als Antriebsaggregat.
Durch diese Technik wurden sehr viele Arbeitsplätze vernichtet. Als Folge kam es zur Maschinenstürmerei und viele Webstühle wurden zerstört. Insbesondere der Elberfelder Weberaufstand von 1783 und der schlesische Weberaufstand von 1844 verdeutlichte das soziale Elend in dem niedergehenden Familienhandwerk.
Entscheidend für eine deutliche Leistungserhöhung bei der Herstellung von gemusterten Geweben und der Einsparung von Arbeitskräften war die Erfindung einer Fachbildevorrichtung durch Joseph-Marie Jacquard, die nach ihm Jacquardmaschine benannt wurde. Dabei lehnte sich Jacquard an eine von Vaucanson entwickelte Mustertechnik an, aber erreichte durch Verändern und Bereichern der Technik eine unanfechtbare Originalität. Nach seiner Rückkehr nach Lyon im Jahr 1804 arbeitete Jacquard an seiner neuen Fachbildungstechnik und machte 1805 seine Haupterfindung, die Jacquardmaschine. Diese Jacquardmaschine erreichte letztendlich 1808 ihre Vollkommenheit und fand damit rasche Verbreitung, so dass bereits 1812 in Frankreich 18 000 Webstühle mit dieser ausgestattet waren. Damit konnten die Kettfäden in der Webmaschine von der oberhalb aufgebauten Jacquard-Maschine dem Muster entsprechend beliebig ausgehoben werden.
Diese Lochkartenwebstühle waren nicht nur einer der wichtigsten Beiträge zur Industrialisierung, sondern auch der Grundstein zur Entwicklung der Steuerungstechnik bis hin zum modernen Computer. Gewünschte Muster im Gewebe wurden auf einer Lochkarte gespeichert und mechanisch abgetastet. Heute erfolgt die Steuerung der Jaquardmaschinen natürlich vollelektronisch.
Die erste dampfbetriebene Webmaschine wurde im mittelenglischen Bradford gegen Ende des 18. Jahrhunderts eingesetzt.
Nicht zuletzt die Erfindung der Webmaschine löste die Befürchtung von David Ricardo, Friedrich Engels und Karl Marx aus, technischer Fortschritt würde auf Dauer zu Massenarbeitslosigkeit führen.
Es ergaben sich zwei Effekte:
- die Produktivität einer Arbeitskraft erhöhte sich um ein Vielfaches
- die Kosten für das Webprodukt sanken erheblich.

Neben der Spinnmaschine war die Erfindung der Webmaschine einer der wichtigsten Meilensteine der industriellen Revolution. Durch sie veränderten sich die Produktionsbedingungen entscheidend und ehemalige Heimarbeiterinnen mussten sich fortan als Fabrikarbeiterinnen ein Auskommen schaffen.
Die Weiterentwicklung der Einbringung des Schussfadens ging über die Greiferwebmaschine zur aktuellen Luftdüsenwebmaschine.
Webmaschinen veränderten jedoch nicht nur die soziale Realität der Menschen, sondern auch die Produkte selber: Die kunsthandwerkliche Gestaltung wurde durch technisch perfekte Muster ersetzt. Exklusive Luxusartikel wurden zu bürgerlichen Konsumgütern und Massenwaren.

## Aufbau und Funktionsweise einer einfachen Webmaschine

Prinzip einer Webmaschine mit zwei Schäften

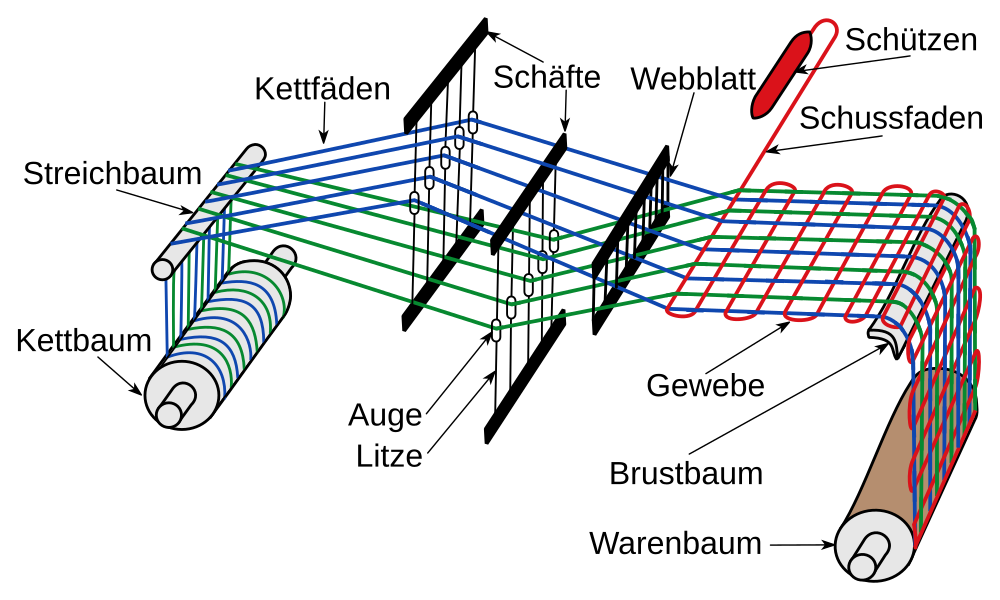
Prinzip einer Webmaschine mit zwei Schäften in räumlicher Ansicht.
Vom Kettbaum werden die Kettfäden abgewickelt. Durch Auf-und-ab-Bewegung der Schäfte entsteht eine Spreizung zwischen benachbarten Kettfäden. In dieses Fach wird mit dem Schützen der Schussfaden eingeschossen. Das fertige Gewebe wird auf den Warenbaum aufgerollt.

Die für die Herstellung des Gewebes erforderlichen Kettfäden sind parallel unter Spannung auf dem Kettbaum aufgewickelt. Der Kettbaum dient der bedarfsgerechten Kettfadenlieferung.
Die Kettfäden werden am Streichbaum in die Webebene umgelenkt. Der Streichbaum ist meist federnd gelagert, um die Kettfadenzugkräfte während der Fachbildung auszugleichen, was für eine gleichmäßige Gewebequalität notwendig ist. Außerdem dient er als Sensor für die Kettablassvorrichtung. Diese steuert die Geschwindigkeit, mit der die Kettfäden abgewickelt werden (Kettablassgeschwindigkeit).
Die Kettfäden werden durch die Augen der Litzen geführt, die oben und unten an den Schäften befestigt sind. Bei einer einfachen Webmaschine mit zwei Schäften wird immer ein Schaft angehoben, während gleichzeitig der andere Schaft gesenkt wird, dann dasselbe in umgekehrter Richtung. Als Mechanismen zur Schaftbewegung werden Trittmechanismen oder Schaftmaschinen genutzt.
Mit den Schäften werden zugleich die in ihnen aufgehängten Litzen und die Kettfäden bewegt. Auf einem Schaft sind jeweils diejenigen Litzen gruppenweise zusammengefasst, deren Kettfäden entsprechend dem Musterrapport den gleichen Verlauf im Gewebe aufweisen. Im einfachsten Fall bewegen sich zwei benachbarte Kettfäden immer gegeneinander: Wenn ein Kettfaden angehoben wird, wird gleichzeitig der nächste Kettfaden gesenkt. So entsteht in der Kette (Gesamtheit der Kettfäden) ein Fach. Durch das Fach wird der Schützen durchgeführt, um einen Schussfaden rechtwinklig zu den Kettfäden einzutragen (anschauliches Video: siehe).
Aus der Geschwindigkeit, mit der die Kettfäden transportiert werden, und der Anzahl der Schussfäden, die pro Zeitspanne eingetragen werden, ergibt sich die Schussfadendichte (Schussdichte) des Gewebes. Diese gibt an, wie viele Schussfäden sich in einem Gewebe auf einer bestimmten Bezugslänge befinden.
Die Kettfäden werden weiter durch das Webblatt geführt, das in die Weblade integriert ist. Durch das Webblatt werden die Kettfäden geordnet. Außerdem wird hier die Kettfadendichte eingestellt. Die Kettfadendichte wird meist als Anzahl der Kettfäden pro Zentimeter Gewebebreite angegeben.
Beim Schusseintrag steht das Webblatt bei geöffnetem Fach im hinteren Totpunkt. Während des Fachwechsels bewegt sich die Weblade mit dem Webblatt zum Warenbaum hin. Das Webblatt schlägt den zuletzt eingetragenen Schussfaden an den Geweberand an, anschließend kehrt es in die Ausgangsstellung zurück. Das fertige Gewebe wird am Brustbaum umgelenkt und auf den Warenbaum aufgewickelt.
- Bedienung von zwei halbautomatischen Webmaschinen mit je zwei Schäften in Burnley
- Webmaschine mit vier Schäften in der Tuchfabrik Müller in Euskirchen
- Bandwebmaschine mit 28 Gängen, Sammlung Ballyana

## Einteilung von Webmaschinen

### Nach Fachbildeeinrichtungen
- An Maschinen für einfachere Gewebebindungen kann die Schaftbewegung (maximal 14 Schäfte) durch  einen Exzenterantrieb hervorgehoben werden. Die Schussrapportlänge ist auf 8 Schuss begrenzt.
- Webeinrichtungen mit Schaftmaschinen können mit max. 32 Schäften belegt werden, praktische Grenze für die Rapportlänge wird mit 5000 Schuss angegeben.
- Bei der Fachbildung mit Jacquardmaschinen werden einzelne Kettfäden durch Litzen geführt, dessen Bewegung wird individuell, bei modernen Anlagen elektronisch gesteuert. Die Kettrapportlänge ist unbegrenzt, für den Schuss wird in der Praxis mit maximaler Rapportlänge von 5000 gerechnet.

Einteilung von Webmaschinen

### Nach Schusseintrags-Einrichtungen

#### Einphasen-Webmaschinen
Bei Einphasen-Webmaschinen wird ein Schuss in einer einzigen Phase des Arbeitszyklus der Maschine über die volle Breite der Kette eingetragen.
- Schützenwebmaschine:  Bei jeder Maschinenumdrehung geht ein Schütze durch das Webfach, im Schützen ist eine Garnspule eingesetzt, von der das Schussgarn abgewickelt wird. Bei diesem System können maximal ca. 400 m Schuss in der Minute verwebt werden.[20][21]
- Projektilwebmaschine:  Schussgarn wird mittels Projektil transportiert, das nach dem Durchgang durch das Webfach auf einem Förderband zurück zur Ausgangslage gebracht wird. Diese Maschinen erreichen einen Schusseintrag bis 1570 m/min.[22]
- Greiferwebmaschine:  Schussgarn wird entsprechend der Gewebebreite abgeschnitten und ins Webfach durch eine oder zwei Nadeln eingetragen. Maschinen dieser Konstruktion wurden zum ersten Mal 1930 hergestellt, die Maximalleistung beträgt (2016) 1620 Meter Schusseinträge pro Minute.[23]
- Düsenwebmaschinen
  - Luftdüsenwebmaschine:  Schusseintrag erfolgt durch Luftstrom (ca. 0,7 Mpa). Erste Maschinen dieser Art wurden 1951 hergestellt, im Jahre 2016 erreichen Luftdüsenmaschinen eine Eintragsleistung bis 2500 m /min.[24][25]
  - Wasserdüsenwebmaschine:  Ein Wasserstrahl gepumpt ins Webfach ermöglicht den Schusseintrag. Maschine ist ausschließlich für Kunstfasergarne verwendbar. Maximaler Schusseintrag ca. 2400 m/min.[26][27]

#### Mehrphasen-Webmaschinen
Bei Mehrphasen-Webmaschinen werden mehrere Schussfäden gleichzeitig eingetragen. Mehrere Phasen des Arbeitszyklus der Webmaschine laufen also zur gleichen Zeit ab.
- Wellenfachmaschine enthält mehrere Sektionen von Webschäften, die sich wellenförmig nebeneinander bewegen.[28] In den 1980er und 1990er Jahren wurden einige Prototypen dieser Maschine mit der maximalen Schussleistung bis 3000 m/min. getestet, von einer Serienproduktion ist bis 2016 nichts bekannt.[29]
- Rotierende Mehrphasenwebmaschine besteht im Prinzip aus 12 kompletten Webfächern, die auf dem Umfang einer Trommel so angebracht sind, dass durch 4 Fächer gleichzeitig Schussfäden laufen können.[30] Kleinserien rotierender Maschinen wurden mehrere Jahre in praktischen Betriebsbedingungen getestet, die Maximalleistung erreichte bis 6000 Meter Schusseintrag pro Minute. Da eine rentable Serienproduktion jedoch nicht möglich war, wurde die Weiterentwicklung im Jahr 2005 abgestellt.[31]
- Rundwebmaschinen enthalten mehrere Sektionen von Webschäften, die kreisförmig verteilt sind. In diesem Kreis laufen bis 10 Schussgarnträger herum, die Webschäfte bilden entsprechend der Position einzelner Garnträger ein offenes Fach, durch das der Schussfaden durchgezogen wird. Die Schussgarnträger rotieren bis 120-mal in der Minute, in der Zeit können maximal 1200 m Schussgarn verwebt werden. Maschinen werden mit dem Durchmesser bis ca. 500 cm gebaut, Verwendung: Fast ausschließlich für Verpackungsmaterial aus Polypropylenbändchen.[32][33]

### Nach Webbreite, Bauart und Ausstattung mit Spezialvorrichtungen
Nach der Webbreite wird bei Flachwebmaschinen in Breitwebmaschinen und Bandwebmaschinen unterschieden. Zu den Breitwebmaschinen zählen Webmaschinen mit einer maximalen Webblattbreite größer als 30 cm, üblich werden Webmaschinen mit einer Gewebeherstellungsbreite zwischen 90 und 500 cm genutzt. Es gibt aber auch Spezialwebmaschinen z. B. für die Herstellung von Nassfilzgrundgewebe mit einer Webblattweite bis zu 35 m. Zu den Bandwebmaschinen werden Flachwebmaschinen mit Webreiten von kleiner oder gleich 35 cm gerechnet.
Sowohl Breit- als auch Bandwebmaschinen werden in leichter und schwerer Bauart ausgeführt. Die Webmaschinen schwerer Bauart sind stärker dimensioniert und stabiler ausgeführt, was insbesondere auf die Weblade und den Streichbaum zutreffen. Damit sind solche Gewebe herstellbar, bei denen die dynamische Kettzugkraft über 3000 N liegt.
An bestimmten Webmaschinen sind Spezialvorrichtungen vorhanden oder werden als Sondermechanismen angebaut. Damit können besondere Strukturen der Gewebe oder Mustereffekte erzielt werden bzw. auch Metalldraht verarbeitet werden. Zu den Breitwebmaschinen mit Spezialvorrichtungen gehören z B. Frottierwebmaschinen, Rutenpolwebmaschinen, Greifer-Axminster-Webmaschinen und Filztuchwebmaschinen. Bandwebmaschinen mit Sondervorrichtungen sind z. B. mehrgängige Bandwebmaschinen mit mehreren Schusseintragsnadeln pro Gang und Bandwebmaschinen zur Herstellung endlos gewebter Treibriemen.
Beispiele für den Aufbau und die Funktionsweise von Webmaschinen mit Spezialvorrichtungen sind in den folgenden Quellen angeführt.